# Бургиньон, Брижитт
Брижи́тт Бургиньо́н (фр. Brigitte Bourguignon; род. 21 марта 1959, Булонь-сюр-Мер, Франция) — французский политик, бывший депутат Национального собрания Франции. Министр здравоохранения Франции с 20 мая по 4 июля 2022 года.

## Биография
Родилась 21 марта 1959 г. в городе Булонь-сюр-Мер (департамент Па-де-Кале). Работала в аппарате Генерального совета департамента Па-де-Кале. В 2008 году по списку социалистов была избрана в городской совет Булонь-сюр-Мер, заняла пост вице-мэра города. Была национальным секретарем Социалистической партии по вопросам спорта. Во время выборов в Национальное собрание 2012 г. стала кандидатом социалистов по 6-му избирательному округу и одержала победу, получив во 2-м туре 54,31 % голосов.
В 2014 году на муниципальных выборах Брижитт Бургиньон вошла в список социалистов в городе Маркиз; социалисты эти выборы проиграли, но она стала членом городского совета Маркиза. В 2016 году была назначена президентом Высшего совета по трудовым вопросам.
В 2017 году Брижитт Бургиньон активно поддерживала Эмманюэля Макрона в ходе предвыборной президентской кампании, за что была исключена из Социалистической партии. На выборах в Национальное собрание 2017 г. она стала кандидатом президентского движения «Вперёд, Республика!» по 6-му избирательному округу департамента Па-де-Кале и одержала победу, получив во 2-м туре 60,84 % голосов. В Национальном собрании возглавила комиссию по социальным вопросам.
6 июля 2020 года назначена министром-делегатом по вопросам автономности при министре солидарности и здравоохранения в правительстве Кастекса Оливье Веране с основной задачей проведения мер поддержки самостоятельности пожилого населения и освобождения его от излишней опеки.
20 мая 2022 года получила портфель министра здравоохранения и профилактики при формировании правительства Элизабет Борн.
19 июня 2022 года проиграла парламентские выборы в своём округе кандидатке от Национального объединения Кристине Ангран с результатом 49,94 %, отстав от победительницы всего на 56 голосов.
4 июля 2022 года было сформировано второе правительство Борн, в котором Бургиньон не получила никакого назначения.

## Политическая карьера
С 16 марта 2008 по 30 марта 2014 года — вице-мэр города Булонь-сюр-Мер.
С 18 июня 2012 по 06 августа 2020 и с 07 июня по 06 июля 2021 года — депутат Национального собрания Франции от 6-го избирательного округа департамента Па-де-Кале.
С 2 апреля 2014 года — член совета города Маркиз.
С 06 июля 2020 по 20 мая 2022 года — министр-делегат по вопросам автономии в правительстве Жана Кастекса.
С 20 мая по 4 июля 2022 года — министр здравоохранения и профилактики Франции в правительстве Элизабет Борн.